# 夏國樟

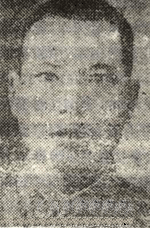

夏国樟（1896年—1937年），一名夏国璋，字超然。广西省容县松山乡沙田村人。中華民國軍人，官至中將。他為中日戰爭期間陣亡的中國軍方高級將領之一。是桂系中將夏威的弟弟。

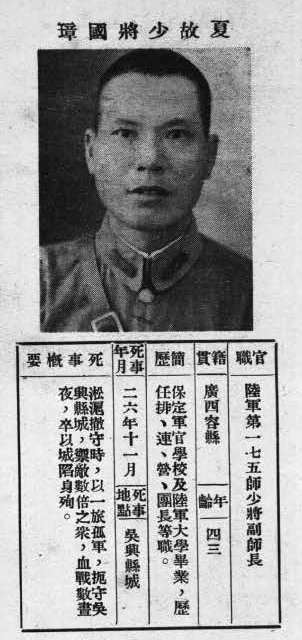
《抗戰軍人忠烈錄》（第一輯）中的夏國璋烈士遺像

## 生平
从湖北法政大学毕业以后，打算留学欧洲或日本，但是那时中国内忧外患，故其放弃留学深造，去读军校报效国家。先后就读过河北清河陆军军官预备学校、保定军官学校。军校毕业后，参加了李宗仁、黃紹竑指挥的统一广西的战争。第174师第522旅旅长。该部参加淞沪战役时，夏被提升为副师长兼旅长。第522旅被配属给第170师。1937年淞滬會戰後期在浙江吴兴县阵地上观察敌情，被日军飞机空袭，不幸身亡。牺牲后，中华民国国民政府追认夏国璋为陆军中将。
1987年4月17日，广西壮族自治区人民政府发桂民优字[1987]63号文追认夏国璋为革命烈士。